# Уельс на Дитячому пісенному конкурсі Євробачення
Уельс на Дитячому пісенному конкурсі Євробачення брав участь два рази. Валлійський мовник S4C оголосив 9 травня 2018 року, що вони дебютують на Дитячому пісенному конкурсі Євробачення 2018, який відбудеться в Мінську. S4C відповідає за участь країни в конкурсі.
Для обрання учасника відбувся національний процес відбору, пісня «Chwilio am Seren» (Пошук зірки) співачки Ману виграла національний відбір, який відбувся 9 вересня в Лландидно, і отримала можливість представити Уельс з піснею «Perta» (Найкрасивіша). Того року, Уельс зайняв 20-е місце з 29 балами. У 2019 році країну представила Ерін Маі з піснею «Calon yn Curo» (Серцебиття), яка зайняла 18-те місце з 35 балами. Це є найкращим результатом країни на конкурсі.

## Історія
Раніше S4C також проявляв інтерес до участі у конкурсі 2008 року в Лімасолі, але зрештою вирішив не брати участь.

## Учасники
Умовні позначення
     Переможець
     Друге місце
     Третє місце
     Четверте місце
     П'яте місце
     Останнє місце
| Рік                               | Місце проведення | Виконавець | Пісня           | Переклад       | Фінал | Фінал |
| Рік                               | Місце проведення | Виконавець | Пісня           | Переклад       | Місце | Бали  |
| --------------------------------- | ---------------- | ---------- | --------------- | -------------- | ----- | ----- |
| 2018                              | Мінськ           | Ману       | «Perta»         | «Найкрасивіша» | 20    | 29    |
| 2019                              | Глівіце          | Ерін Маі   | «Calon yn Curo» | «Серцебиття»   | 18    | 35    |
| Не брала участь в 2020-2024 роках |                  |            |                 |                |       |       |

### Фотогалерея

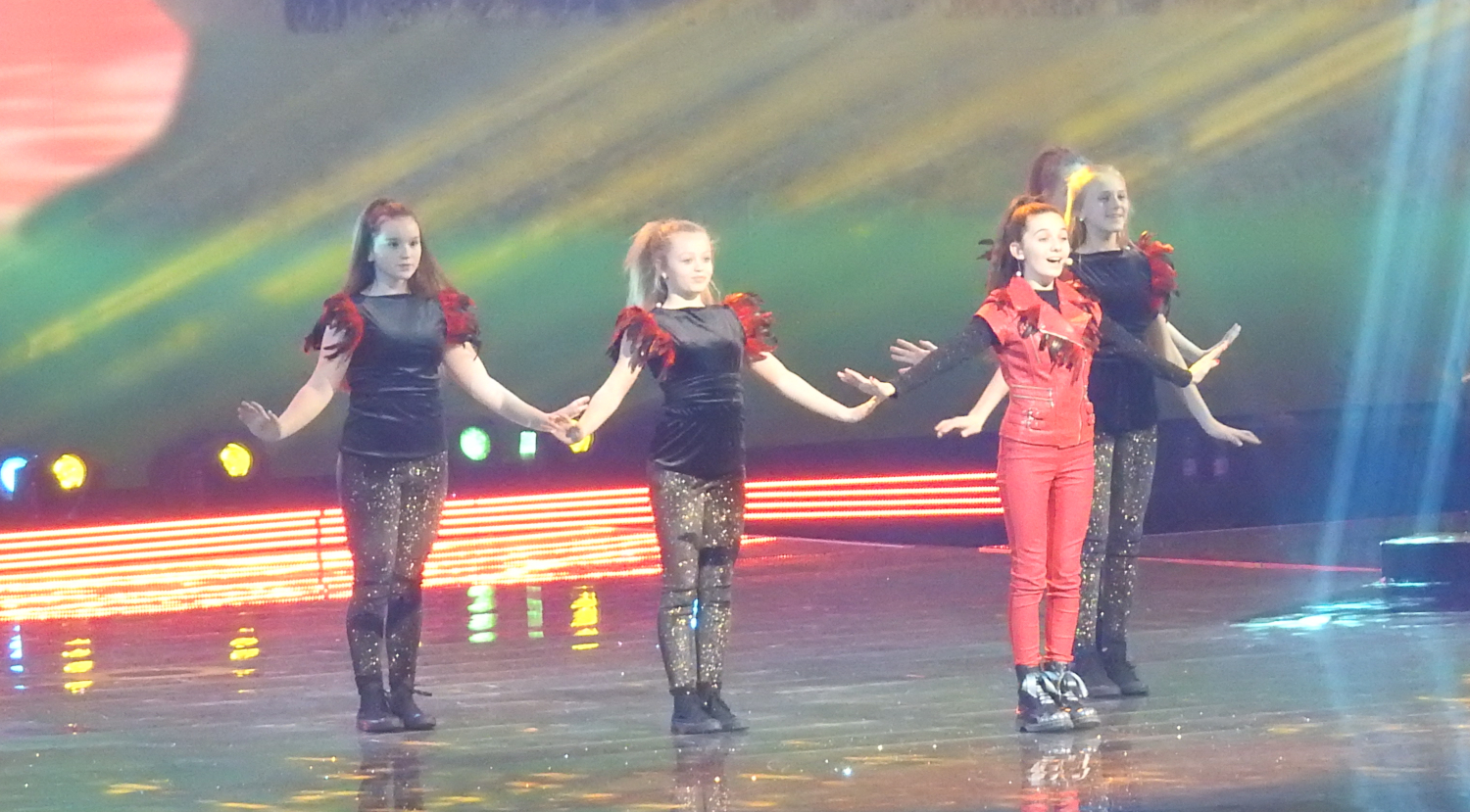
Ману в Мінську (2018)
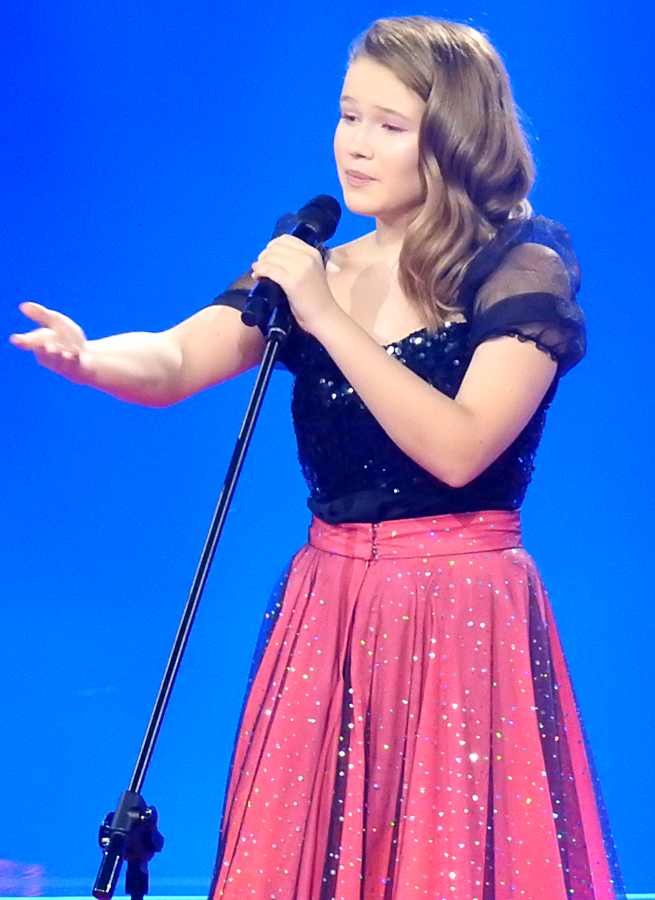
Ерін Маі в Гливицях (2019)

## Трансляції та голосування

### Коментатори та представники
Валлійська телекомпанія, S4C, посилала своїх власних коментаторів до кожного конкурсу з метою надання коментарів валлійською мовою. Речники також обрані національним мовником, щоб оголосити бали валлійського журі. У таблиці нижче перераховані деталі кожного коментатора і представника з 2018 року.
| Рік  | Коментатор                                                       | Представник |
| ---- | ---------------------------------------------------------------- | ----------- |
| 2018 | Трісан Елліс-Морріс (валлійською) та Стіффин Паррі (англійською) | Гвен        |
| 2019 | Трісан Елліс-Морріс (валлійською) та Стіффин Паррі (англійською) | Каді        |

## Історія голосування (2018—2019)
| Країна             | Очок    | Очок     |
| Країна             | Віддано | Отримано |
| ------------------ | ------- | -------- |
| Грузія             | 18      | 3        |
| Австралія          | 12      |          |
| Казахстан          | 12      |          |
| Польща             | 12      |          |
| Франція            | 10      |          |
| Мальта             | 9       |          |
| Іспанія            | 7       |          |
| Росія              | 7       |          |
| Італія             | 6       | 6        |
| Північна Македонія | 6       |          |
| Ірландія           | 5       |          |
| Україна            | 5       |          |
| Сербія             | 4       |          |
| Азербайджан        | 3       |          |
| Албанія            | 2       |          |
| Нідерланди         | 1       |          |